# Tate McRae
Tate Rosner McRae (Calgary, 1 juli 2003) is een Canadese zangeres, songwriter en danser. Op haar dertiende kreeg ze bekendheid in het Amerikaanse reality-tv-programma So You Think You Can Dance. McRae trok hiermee de aandacht van RCA Records met haar nummer One day. Haar nummer "You Broke Me First" werd een internationale hit. In 2020 was McRae de jongste muzikant op de Forbes 30 Under 30-lijst.

## Jeugd
McRae werd geboren in Calgary als kind van een Canadese vader van Schotse afkomst en een Duitse moeder. Op vierjarige leeftijd verhuisde ze vanwege het werk van haar vader met haar familie naar Oman, waar ze uiteindelijk drie jaar woonde. Tijdens haar tijd in Oman ging McRae naar de American International School Muscat (TAISM). McRae begon op zesjarige leeftijd met danstraining. Toen ze op achtjarige leeftijd terugkeerde naar Calgary, begon ze intensiever te trainen in het dansen. Vanaf haar elfde begon ze te trainen in alle dansstijlen bij YYC Dance Project en volgde een balletopleiding.

## Carrière

### 2013-2015: stemactrice
McRae diende als stemactrice voor de Lalaloopsy- franchise en sprak de rol van "Spot Splatter Splash" uit vanaf het begin van de show in 2013 tot de sluiting ervan in 2015.

### 2013-2018: danscarrière
Kort nadat McRae competitief begon te dansen, werd ze uitgeroepen tot Beste Vrouwelijke Danseres in de categorie "Mini" op de Dance Awards in 2013 in New York. Tevens werd ze finalist op het National Gala van de New York City Dance Alliance in 2014.
In 2015 werd ze voor de tweede keer bekroond met de prijs voor beste vrouwelijke danser tijdens de Dance Awards in 2015, dit keer in de categorie "Junior".
In juni 2016 danste ze met Justin Bieber tijdens de show in Calgary van zijn wereldtournee. Daarna nam ze deel aan het dertiende seizoen van het Amerikaanse televisieprogramma So You Think You Can Dance. Ze ging verder in de competitie dan enige andere Canadees in de geschiedenis van het programma en werd derde in de laatste aflevering. De Canadese tv-presentator Murtz Jaffer reageerde: "Het feit dat de Canadezen niet op Tate konden stemmen, maakt haar derde plaats des te indrukwekkender".
In mei 2017 was ze te zien in een productie van Alberta Ballet Company, "Our Canada", gechoreografeerd door Jean Grand-Maître. In 2018 won ze voor de derde keer de titel Beste Vrouwelijke Danseres in Las Vegas, dit keer in de categorie "Teen", waardoor ze de eerste danseres in de geschiedenis van de competitie is die in alle categorieën, van mini tot tiener, heeft gewonnen.

### 2017-2019: begin muziekcarrière
In 2017 begon ze met "Create With Tate", een videoserie, gericht op het tentoonstellen van originele liedjes die ze schreef en opnam in haar slaapkamer. Haar eerste nummer 'One Day' van de serie, dat ze op 14-jarige leeftijd schreef, trok meer dan 37 miljoen views, wat haar ertoe bracht het nummer in eigen beheer uit te brengen als een onafhankelijke single. Het lied zou uiteindelijk gecertificeerd goud winnen in Canada, waardoor het de eerste certificering van haar carrière is. Van 2017 tot 2019 bleef McRae onafhankelijke singles uploaden en uitbrengen als onderdeel van haar serie "Create With Tate".
Haar eerdere upload van "One Day" trok de aandacht van RCA Records, waarmee ze in augustus 2019 een contract sloot.
Ze bracht de vijf nummers van haar ep uit op 24 januari 2020 en kondigde haar eerste tournee door Europa en Noord-Amerika aan. Elke plaats van de tournee was uitverkocht. De tournee kreeg vier van de vijf sterren van Roisin O'Connor van The Independent, die McRae omschreef als een indrukwekkende artiest. De eerste single van haar ep, "Tear Myself Apart", is mede geschreven door zangeres Billie Eilish en Finneas O'Connell.

### 2020-heden:Too Young to Be Sad
In april 2020 bracht McRae de single "You Broke Me First" uit midden in de COVID-19-pandemie. Hierdoor bracht ze ook haar tweede ep getiteld "Too Young to Be Sad" uit. Medio juni 2020 bracht ze de single "Vicious" uit met daarin de Amerikaanse rapper Lil Mosey. In juli 2020 werd McRae genomineerd voor de MTV Video Music Award voor de categorie Best New Artist. Die maand uploadde ze een origineel nummer met de titel "Don't Be Sad".
McRae speelde "You Broke Me First" tijdens de show voor de MTV Video Music Awards 2020, nadat het nummer populair was geworden op het videoplatform TikTok en internationaal commercieel succesvol was. Het lied werd een internationale hit, met een piek in de top tien van de hitlijsten in Australië, België, Canada, Finland, Letland, Maleisië, Noorwegen, Nederland, Ierland, Schotland, Singapore, Zweden en het Verenigd Koninkrijk, en werd haar debuutnummer in alle landen behalve Ierland.
In oktober 2020 bracht McRae de single "Lie to Me" uit met de Canadese zanger Ali Gatie. Op 8 mei 2021 voerde McRae een wereldwijde virtuele show uit, "Too Young to Be Sad". In mei 2021 werd McRae genomineerd voor de Social Star Award bij de IHeartRadio Music Awards.
Op 4 juni 2021 was ze te horen in het nummer "U love U" van Blackbear . Ze speelde "Lie to Me" tijdens de Juno Awards 2021 op 6 juni 2021, samen met Ali Gatie.
In 2022 verscheen de single She's All I Wanna Be.

## Discografie
| Album                       | Verschijnen      | Label | Hitlijsten | Hitlijsten | Hitlijsten | Hitlijsten | Hitlijsten | Hitlijsten | Hitlijsten | Hitlijsten | Hitlijsten | Hitlijsten | Opmerkingen   |
| Album                       | Verschijnen      | Label | BE (VL)    | BE (VL)    | BE (WA)    | BE (WA)    | NL         | NL         | GB         | US         | DE         | FR         | Opmerkingen   |
| Album                       | Verschijnen      | Label | Piek       | Weken      | Piek       | Weken      | Piek       | Weken      | Piek       | Piek       | Piek       | Piek       | Opmerkingen   |
| --------------------------- | ---------------- | ----- | ---------- | ---------- | ---------- | ---------- | ---------- | ---------- | ---------- | ---------- | ---------- | ---------- | ------------- |
| Too Young to Be Sad         | 26 maart 2021    | RCA   | —          | —          | —          | —          | —          | —          | —          | 94         | —          | —          | extended play |
| I Used to Think I Could Fly | 27 mei 2022      | RCA   | 15         | 18         | 102        | 2          | 16         | 3          | 7          | 13         | 44         | 174        |               |
| THINK LATER                 | 8 december 2023  | RCA   | 4          | 64*        | 44         | 10         | 6          | 32*        |            |            |            |            |               |
| So Close To What            | 21 februari 2025 | RCA   | 1          | 1*         | 2          | 1*         | 1          | 1*         | 2          | 1          | 2          | 4          |               |

| Lied                           | Verschijnen       | Album                           | Hitlijsten | Hitlijsten | Hitlijsten | Hitlijsten | Hitlijsten  | Hitlijsten  | Hitlijsten   | Hitlijsten   | Hitlijsten | Hitlijsten | Hitlijsten | Hitlijsten | Opmerkingen                     |
| Lied                           | Verschijnen       | Album                           | BE (VL)    | BE (VL)    | BE (WA)    | BE (WA)    | NL (Top 40) | NL (Top 40) | NL (Top 100) | NL (Top 100) | GB         | US         | DE         | FR         | Opmerkingen                     |
| Lied                           | Verschijnen       | Album                           | Piek       | Weken      | Piek       | Weken      | Piek        | Weken       | Piek         | Weken        | Piek       | Piek       | Piek       | Piek       | Opmerkingen                     |
| ------------------------------ | ----------------- | ------------------------------- | ---------- | ---------- | ---------- | ---------- | ----------- | ----------- | ------------ | ------------ | ---------- | ---------- | ---------- | ---------- | ------------------------------- |
| Stupid                         | 6 december 2019   | All the Things I Never Said     | tip        | —          | —          | —          | —           | —           | —            | —            | —          | —          | —          | —          |                                 |
| You Broke Me First             | 17 april 2020     | Too Young to Be Sad             | 4          | 32         | 3          | 26         | 4           | 25          | 10           | 35           | 3          | 17         | 19         | 58         | 3FM Megahit / Platina in België |
| Rubberband                     | 20 januari 2021   | Too Young to Be Sad             | tip        | —          | —          | —          | —           | —           | —            | —            | —          | —          | —          | —          |                                 |
| Slower                         | 5 maart 2021      | Too Young to Be Sad             | —          | —          | —          | —          | tip15       | —           | —            | —            | —          | —          | —          | —          |                                 |
| You (met Regard & Troye Sivan) | 16 april 2021     | —                               | 50         | 1          | —          | —          | 17          | 15          | 30           | 18           | 46         | 58         | —          | —          | Alarmschijf                     |
| Working (met Khalid)           | 19 juni 2021      | —                               | —          | —          | —          | —          | tip20       | —           | —            | —            | —          | 88         | —          | —          |                                 |
| That Way (met Jeremy Zucker)   | 3 september 2021  | —                               | —          | —          | —          | —          | —           | —           | —            | —            | 82         | —          | —          | —          |                                 |
| Feel Like Shit                 | 11 november 2021  | I Used to Think I Could Fly     | —          | —          | —          | —          | tip13       | —           | 70           | 2            | 52         | —          | —          | —          |                                 |
| She's All I Wanna Be           | 4 februari 2022   | I Used to Think I Could Fly     | 21         | 26         | 10         | 16         | 15          | 17          | 32           | 19           | 14         | 44         | 50         | —          | Alarmschijf                     |
| Chaotic                        | 25 maart 2022     | I Used to Think I Could Fly     | —          | —          | —          | —          | —           | —           | 69           | 2            | 36         | 80         | —          | —          |                                 |
| What Would You Do              | 13 mei 2022       | I Used to Think I Could Fly     | —          | —          | —          | —          | —           | —           | —            | —            | 84         | —          | —          | —          |                                 |
| Uh Oh                          | 30 september 2022 | n.n.b.                          | —          | —          | —          | —          | tip20       | —           | —            | —            | 76         | —          | —          | —          |                                 |
| 10:35 (met Tiësto)             | 3 november 2022   | Drive (Tiësto)                  | 23         | 24         | 11         | 24         | 12          | 19          | 16           | 28           | 8          | 69         | 11         | 57         |                                 |
| Greedy                         | 15 september 2023 | THINK LATER                     | 3          | 40         | 12         | 3*         | 1 (14wk)    | 26*         | 1            | 40           | 3          | 24         | 12         |            | Alarmschijf                     |
| exes                           | 17 november 2023  | THINK LATER                     |            |            |            |            |             |             |              |              |            |            |            |            |                                 |
| It's ok, I'm ok                | 12 september 2024 | So Close To What                |            |            |            |            |             |             | 42           | 3            | 14         | 20         | 71         | 122        |                                 |
| 2 hands                        | 14 november 2024  | So Close To What                |            |            |            |            | 40          | 3           | 49           | 2            | 8          | 41         |            |            | Alarmschijf                     |
| Sports Car                     | 24 januari 2025   | So Close To What                | 40         | 14         |            |            | 26          | 12          | 22           |              | 3          | 16         | 33         | 117        |                                 |
| What I Want                    | 16 mei 2025       | I'm The Problem (Morgan Wallen) |            |            |            |            | 24          | 12          |              |              |            | 1          |            |            | Alarmschijf                     |
| Just Keep Watching             | 30 mei 2025       | F1 Album                        | 47         | 1*         |            |            |             |             | 29           | 6*           | 6          | 33         | 27         | 69         | Alarmschijf                     |

- Bibliothèque nationale de France: cb18038597d (data)
- Gemeinsame Normdatei: 1260441822
- International Standard Name Identifier: 0000 0004 7954 4552
- Library of Congress Control Number: no2020035324
- MusicBrainz: f9133869-f87c-459c-9aa7-2f176cda7e06
- Virtual International Authority File: 21158427800306060241
- WorldCat: E39PBJp6cjytQGJ9RYy8hc9VYP